# Národní park Huascarán
Národní park Huascarán je jedním z peruánských národní parků, které figurují na seznamu světového přírodního dědictví UNESCO. Zároveň se jedná o biosférickou rezervaci.

## Geografie
Národní park se nachází v departementu Áncash, v pohoří Cordillera Blanca v centrálních Andách okolo stejnojmenné hory Huascarán (nejvyšší hory Peru), mezi údolími Conchucos a Huaylas. Ve směru sever-jih se park táhne na vzdálenost 160 km, ve směru západ-východ 30 km, jeho plocha je 3 400 km². Cordillera Blanca je nejvyšší pohoří v tropickém podnebném pásmu, které je pokryté sněhem. Nachází se zde 27 vrcholků vyšších než 6 000 m n. m, horské ledovce a ledovcová jezera.
Nejnižší místo v parku je v nadmořské výšce 2 500 m n. m, nejvyšší pak 6 768 m n. m.

### Jezera v parku
- Laguna 69
- Palcacocha

## Přírodní podmínky
Vzhledem k velkému rozpětí nadmořských výšek se zde nachází několik různých ekosystémů (od tropických deštných lesů přes vysokohorské louky a křoviska až k tropické tundře). Nejrozšířenějšími rostlinami vysokohorských porostů jsou zástupci rodů Buddleia, Scallonia, Berberis, Baccharis a Gynoxis. Ze zvířat lze jmenovat druhy jako medvěd brýlatý, kondor andský, činčila horská, vikuňa, pes horský, lasice dlouhoocasá, kočka horská, kočka pampová, huemul severní a jelenec běloocasý.

## Fotogalerie

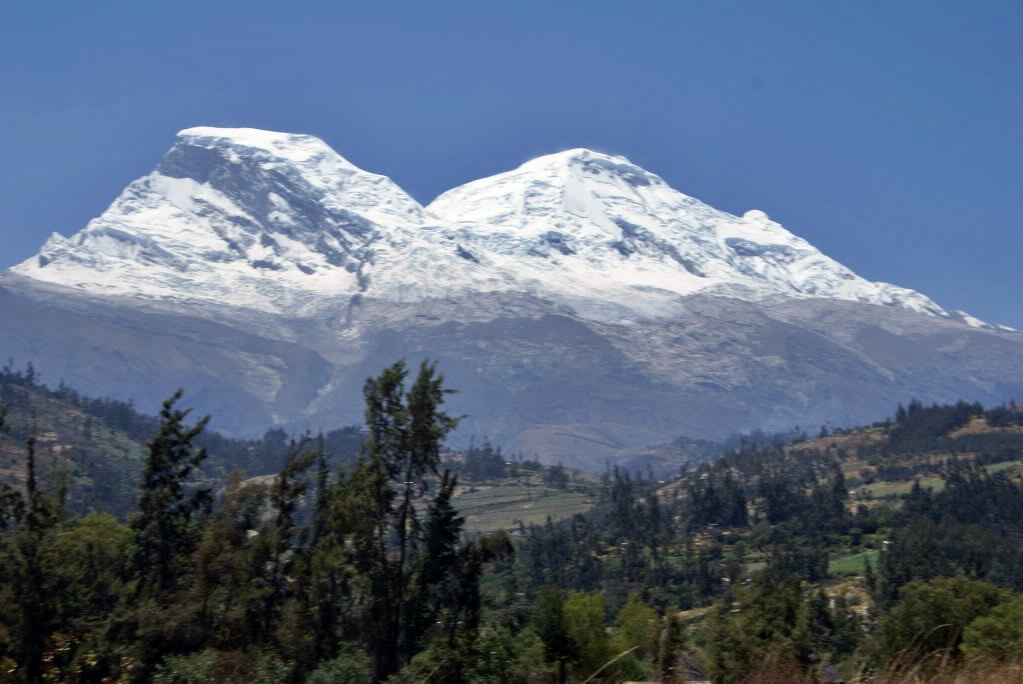
nejvyšší hora Peru – Huascarán
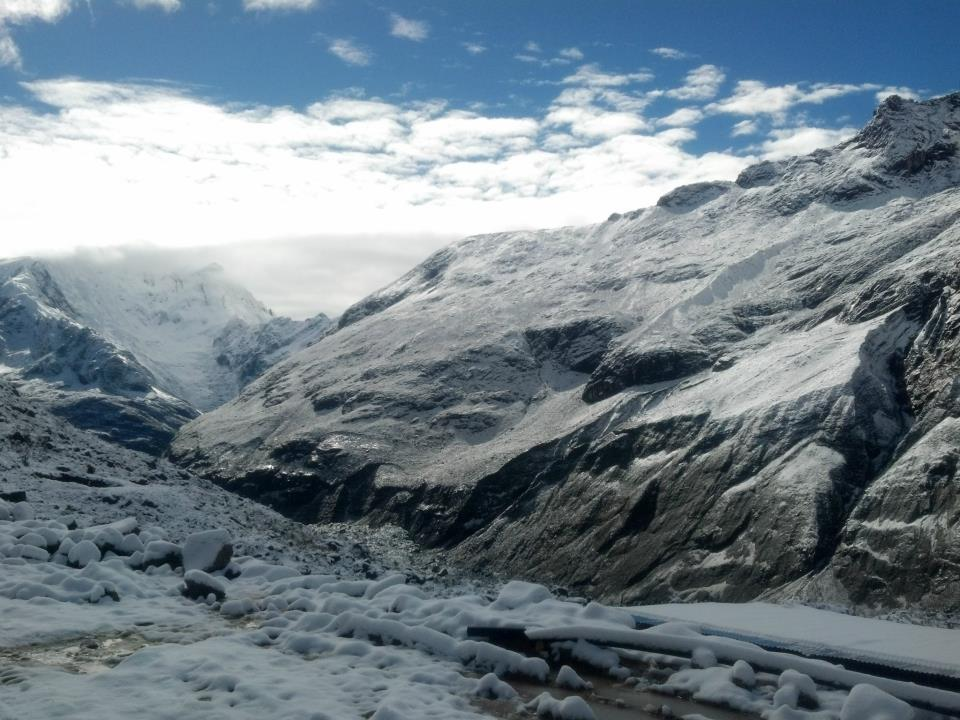
oblast Quebrada Honda
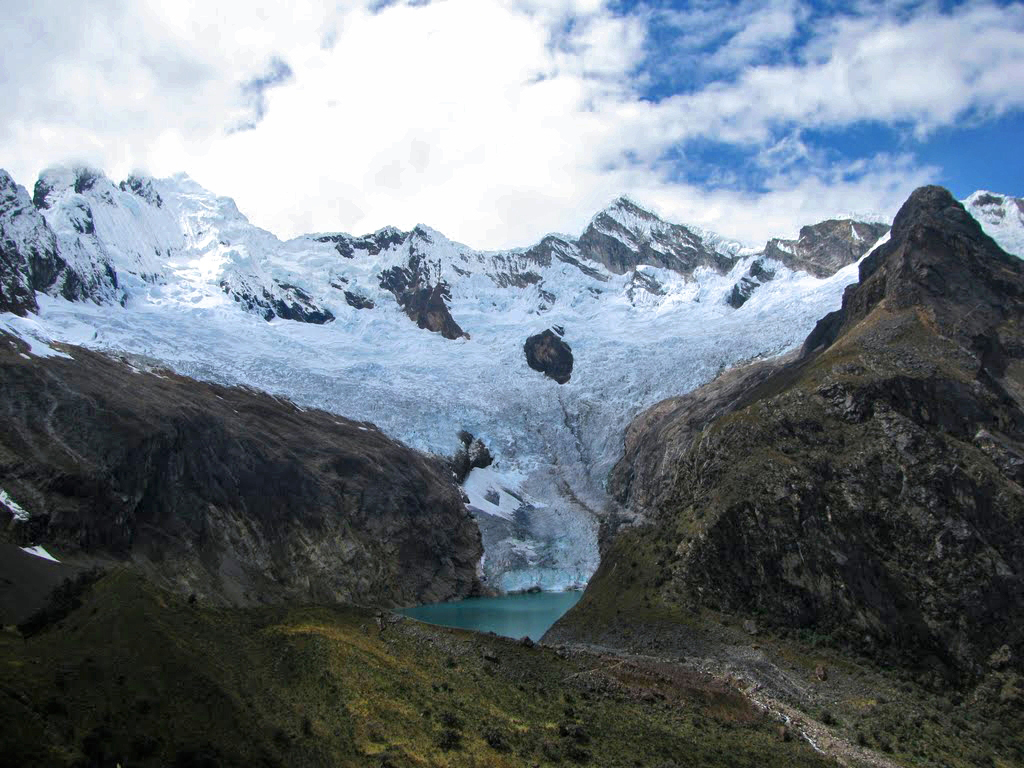
ledovec Arhuay
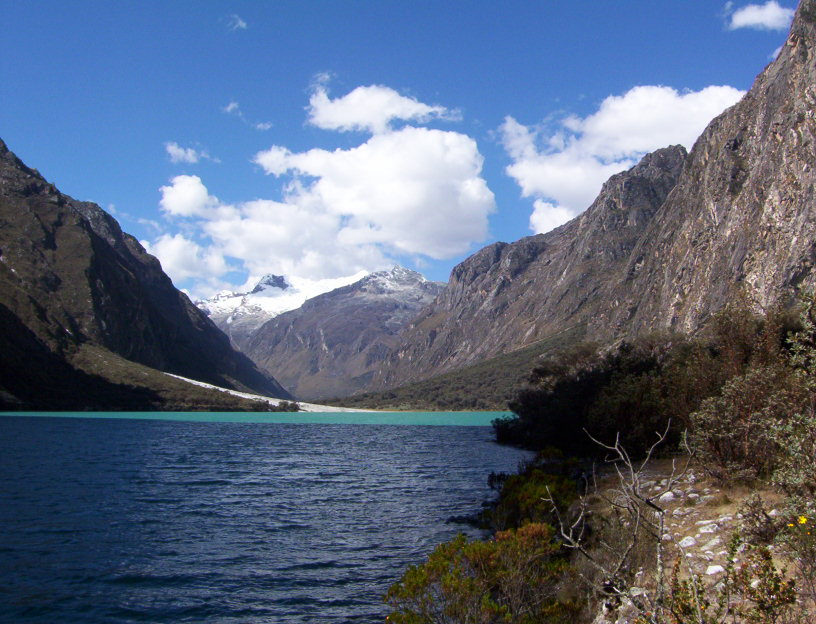
laguna Llanganuco
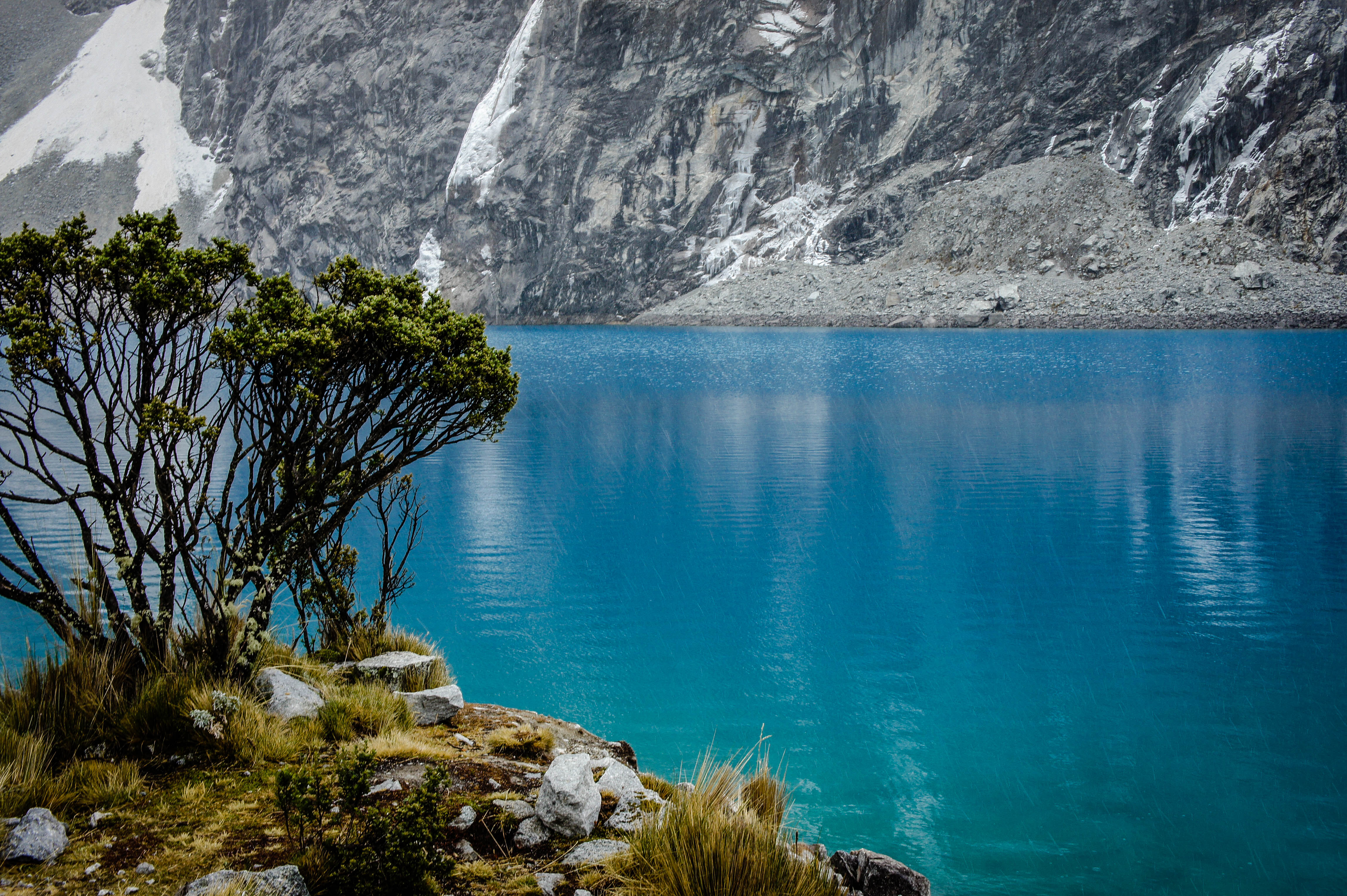
Laguna 69
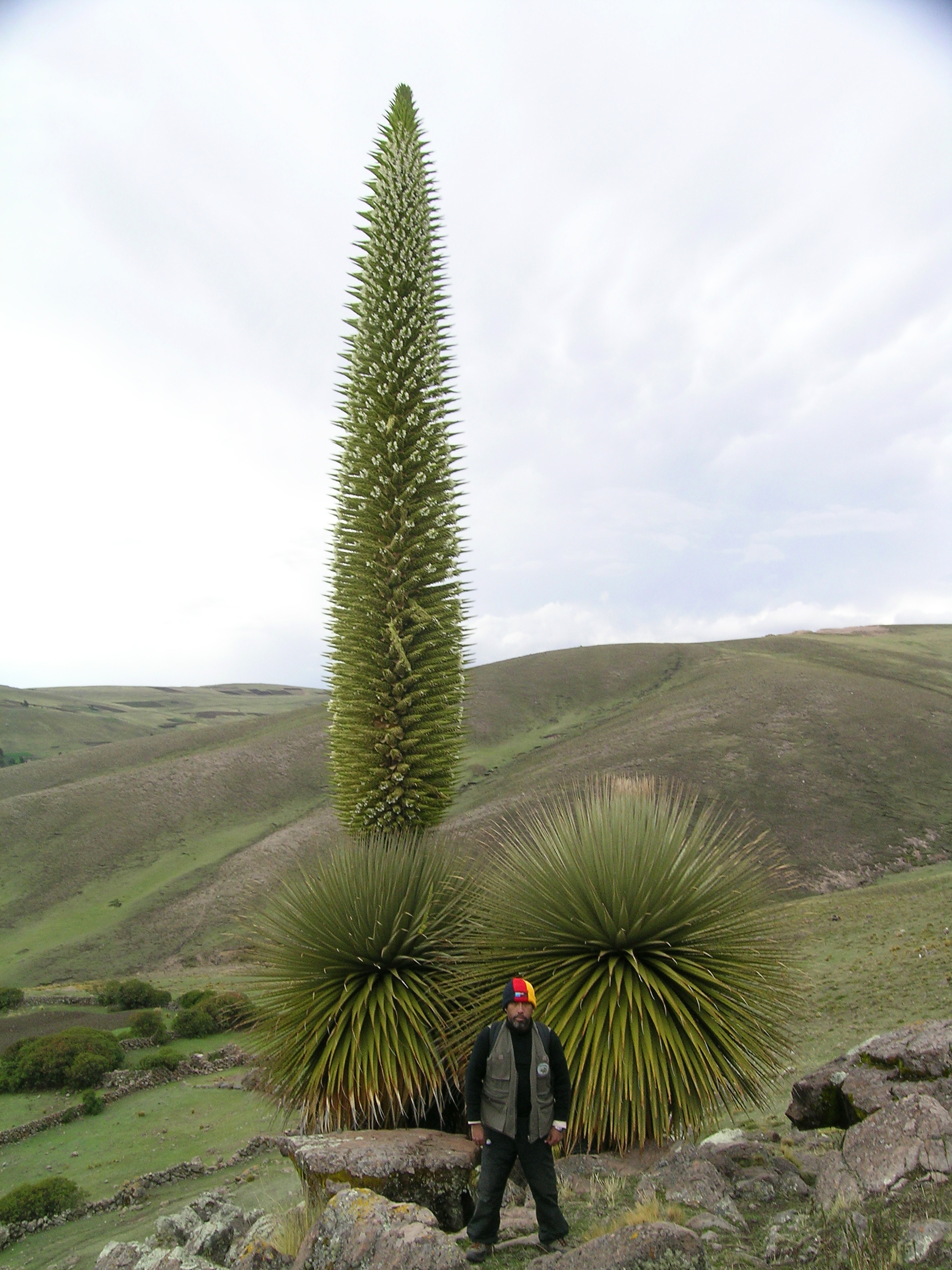
rostlina Puya raimondii